# Noor Mahal
Noor Mahal là một thành phố và là nơi đặt hội đồng đô thị (municipal council) của quận Jalandhar thuộc bang Punjab, Ấn Độ.

## Nhân khẩu
Theo điều tra dân số năm 2001 của Ấn Độ, Noor Mahal có dân số 12.630 người. Phái nam chiếm 53% tổng số dân và phái nữ chiếm 47%. Noor Mahal có tỷ lệ 71% biết đọc biết viết, cao hơn tỷ lệ trung bình toàn quốc là 59,5%: tỷ lệ cho phái nam là 73%, và tỷ lệ cho phái nữ là 68%. Tại Noor Mahal, 13% dân số nhỏ hơn 6 tuổi.